# John Lindley (Kameramann)
John William Lindley (* 17. November 1951 in New York City) ist ein US-amerikanischer Kameramann.

## Leben
Lindley besuchte die Filmhochschule der New York University und begann seine Karriere als professioneller Kameramann bei Musikvideos, dessen bekanntestes Road to Nowhere von den Talking Heads ist. 1981 arbeitete er beim Fernsehfilm Andrea Doria: The Final Chapter erstmals an einem Spielfilm mit.
Für seine Kameraarbeit an Pleasantville – Zu schön, um wahr zu sein wurde er 1998 für den Golden Satellite Award nominiert. Die Arbeit an diesem Film wurde aber von einem tödlichen Unfall seines 2. Assistenten überschattet, der auf Übermüdung zurückgeführt wurde. Lindley, der sich sehr stark in der US-amerikanischen Gewerkschaft für Kameraleute The Camera Guild betätigt, initiierte daraufhin eine Petition zur Durchsetzung der sogenannten Brent's Rule, welche die maximale Arbeitszeit von Filmschaffenden auf 14 Stunden reduziert.
Lindley stand bisher in zirka 40 Produktionen hinter der Kamera, darunter The Stepfather, Feld der Träume, Das dreckige Spiel, Blue Jean Cop, Die Schlange im Regenbogen, Lucky Numbers, The Core – Der innere Kern, I Love Trouble – Nichts als Ärger, Michael, Der Anschlag, Der Feind in meinem Bett, E-Mail für Dich, Lieben und lassen.

## Filmografie (Auswahl)
- 1981: Mr. Griffin and Me (Fernsehfilm)
- 1981: The Gentleman Bandit (Fernsehfilm)
- 1981: Nurse (Fernsehserie, 12 Episoden)
- 1983: An Invasion of Privacy (Fernsehfilm)
- 1983: Brian – Die Höllenfahrt eines Besessenen (The Demon Murder Case, Fernsehfilm)
- 1983: Operation Osaka (Fernsehfilm)
- 1983: He Makes Me Feel Like Dancin’ (Dokumentarfilm)
- 1984: The Goodbye People
- 1984: Verheiratet mit einem Star (Lily in Love)
- 1984: The Baron and the Kid (Fernsehfilm)
- 1985: Das As im Ärmel (Badge of the Assassin, Fernsehfilm)
- 1986: Rockabye (Fernsehfilm)
- 1986: Killer Party
- 1987: The Stepfather
- 1987: LBJ: The Early Years (Fernsehfilm)
- 1987: Dark Night (Fernsehfilm)
- 1987: Casanova Junior (In the Mood)
- 1987: Armes reiches Mädchen – Die Geschichte der Barbara Hutton (Poor Little Rich Girl: The Barbara Hutton Story, Fernsehfilm)
- 1988: Die Schlange im Regenbogen (The Serpent and the Rainbow)
- 1988: Blue Jean Cop
- 1989: Das dreckige Spiel (True Believer)
- 1989: Feld der Träume (Field of Dreams)
- 1989: Second Hand Familie (Immediate Family)
- 1989: Crisis (Vital Signs)
- 1991: Der Feind in meinem Bett (Sleeping with the Enemy)
- 1991: Vater der Braut (Father of the Bride)
- 1992: Sneakers – Die Lautlosen (Sneakers)
- 1993: Das zweite Gesicht (The Good Son)
- 1994: Nichts als Ärger (I Love Trouble)
- 1995: Money Train
- 1996: Michael
- 1998: Pleasantville – Zu schön, um wahr zu sein (Pleasantville)
- 1998: e-m@il für Dich (You’ve Got Mail)
- 2000: Freedom Song (Fernsehfilm)
- 2000: Lucky Numbers
- 2002: Der Anschlag (The Sum of All Fears)
- 2003: The Core – Der innere Kern (The Core)
- 2004: The Last Shot – Die letzte Klappe (The Last Shot)
- 2005: Verliebt in eine Hexe (Bewitched)
- 2006: Lieben und lassen (Catch and Release)
- 2007: Mr. Brooks – Der Mörder in Dir (Mr. Brooks)
- 2007: Ein einziger Augenblick (Reservation Road)
- 2009: Zuhause ist der Zauber los (Imagine That)
- 2010: Legion
- 2010: Mit Dir an meiner Seite (The Last Song)
- 2012: The Frontier (Fernsehfilm)
- 2014: Manhattan (Fernsehserie, 2 Episoden)
- 2014: St. Vincent
- 2015: Good Girls Revolt (Fernsehserie, 1 Episode)
- 2017: Wer ist Daddy? (Father Figures)
- 2017: Dirty Dancing (Fernsehfilm)
- 2017–2018: Snowfall (Fernsehserie, 10 Episoden)
- 2019: Divorce (Fernsehserie, 6 Episoden)
- 2019: Unbelievable (Fernsehserie, 2 Episoden)
- 2020: Manhunt (Fernsehserie, 6 Episoden)
- 2020–2021: Your Honor (Fernsehserie, 7 Episoden)
- 2022: The Woman in the House Across the Street from the Girl in the Window (Miniserie, 8 Episoden)